# عبد الوهاب النائب

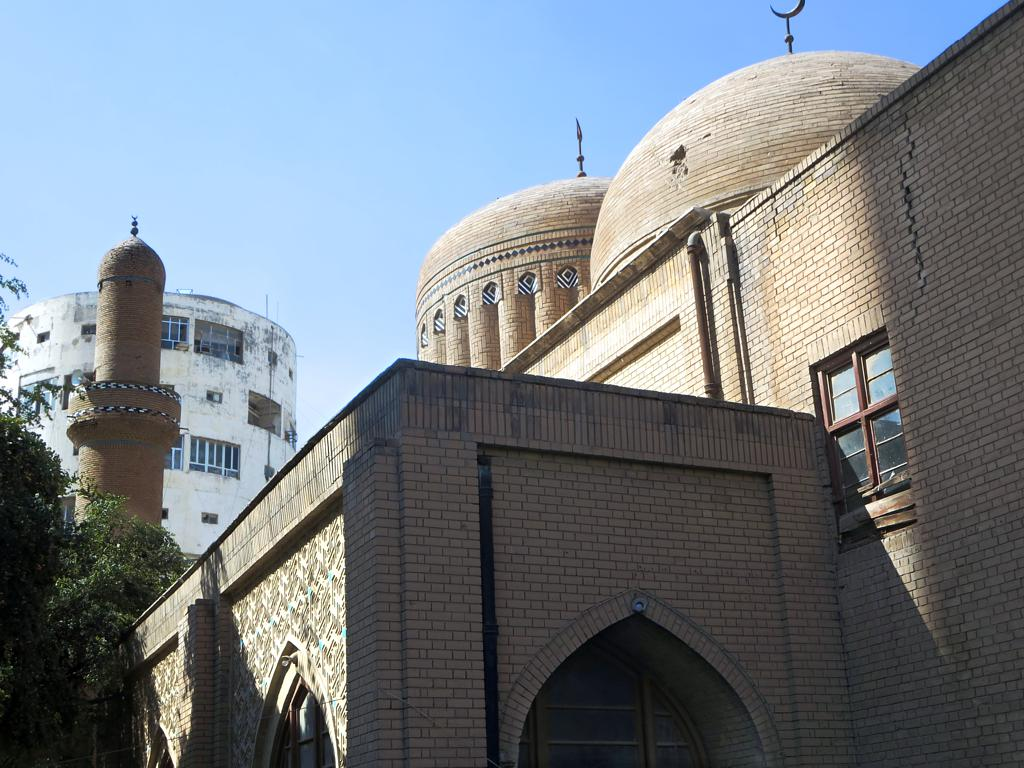
مبنى جامع مرجان حيث كان عبد الوهاب النائب واعظاً فيه

عبد الوهاب بن عبد القادر العبيدي (1269هـ−1345هـ) /(1852-1926)، لقّب بالنائب لأن السلطان عبد الحميد الثاني اختاره نائبًا عن الباب العالي. 
ويعتبر من أعلام بغداد، عمل معلمًا في مدرسة منورة خاتون، كما عمل خطيبًا في جامع حسين باشا وواعظًا في جامع مرجان وشغل منصب أمين الفتوى في بغداد، كما مارس مهنة المحاماة، وتولى نيابة الباب العالي.

## ولادته ونشأته
ولد في بغداد عام 1269هـ/ 1852م، ونشأ فيها، وكان نائب القضاء الشرعي وعمل مدرسا في مدرسة منورة خاتون، وشغل منصب أمين الفتوى وواعظ جامع مرجان، وحاكم الصلح، ورئيس مجلس التمييز الشرعي، وينتمي لقبيلة العبيد العربية القحطانية الحميرية، وكان فقيهاً عالماً ومحدثا واعظا وشاعراً، تخرج على علماء بغداد في عصره وفي مقدمتهم الشيخ المفتي محمد فيضي الزهاوي، والشيخ عبد السلام المدرس بالمدرسة القادرية، والشيخ أحمد السمين الألباني المدرس في كلية الإمام الأعظم، والعلامة قاسم الغواص، والشيخ قاسم البياتي، والشيخ عبد الوهاب الحجازي مفتي البصرة، والمحدث داود النقشبندي، والشيخ يحيى الوتري وغيرهم من مجامع الفضل والعلم، وكان له مجلسان حافلان أحدهما يقيمه في جامع الفضل، والثاني في داره، يختلف إليه أعيان البلد من مختلف الطبقات، وكان يتميز مجلسه بطابع خاص يجمع بين الجد والهزل، والنقض والأبرام، وتسمع فيهِ الحكايات الطريفة ونوادر الشعراء والظرفاء من أهل بغداد.

## مؤلفاته ومنجزاته
ولقد ألف عبد الوهاب النائب كتباً قيمة في مختلف العلوم ومنها كتاب في مجالس الوعظ، وكتاب جمع فيه النصوص الفقهية على القول الراجح في المذهب، 
وله حواش ورسائل وشروح جميعها مخطوط، منها حاشية المعارف في كشف ما غمض من المواقف، وثانية على الدرر في الفقه، وأخرى على جمع الجوامع في الأصول، وحاشية في القول الأكمل في شرح المطول ولكنها لم تتم، بالإضافة إلى رسالة في الآيات المتشابهات، وأخرى في الفرائض، وكتاب في شرح ملحة الإعراب وشرح أربعين حديثًا. ومن مؤلفاته المطبوعة:
- مجالس الوعظ.
- الإلهام في تعارض علم الكلام.
- منظومة في المنطق.
- ديوان الخطب المنبرية.
- نور الإيضاح.

## من أولاده
وترك من بعده أولاداً ساروا على دربهِ وأقتفوا أثره، ومنهم حسين فوزي النائب، والحاكم النزيه حسن فهمي النائب. وعلاء الدين النائب، الذي شغل منصب القاضي في محاكم القضاء المدني.

## من انجازاته
تبرع النائب بمدرسة على حسابه حيث أن أول مدرسة ابتدائية في منطقة الفضل شيدت أيام الوالي سري باشا سنة 1889م وكانت تلك المنطقة في طليعة محلات بغداد حيث تبرع عبد الوهاب النائب ببناء مدرسة وهبها للحكومة وقامت بتأثيثها وتعيين مدرسييها وأطلق عليها اسم (حميدية مكتبي) وأول مدير لها الشيخ عبد المحسن الطائي.
وتتلمذ على يديه الكثير من أدباء ومثقفي بغداد ومنهم الشاعر عباس حلمي القصاب والأستاذ عبد الحميد أفندي عبادة، والسيد علي بن حسين الكوتي، حيث درسوا في مدرسة جامع الفضل، ولقد تخرج من هذه المدرسة علماء أعلام فمنهم الحافظ ومنهم المحرر والشاعر ومنهم الأديب، وأثرت ثقافة الشيخ النائب واهتمامه بالتراث في وجدان تلاميذهِ.
وكان عبد الوهاب النائب من مشاهير الخطاط في عصره ويجيد خط النسخ على قاعدة نستعليق وكتب بخطهِ معظم مؤلفاتهِ وكتبهِ، ومن آثاره الخطية سجلات المحكمة الشرعية حيث كان نائباً للقضاء الشرعي لفترة طويلة.

## وفاته
توفي في 27 ذو الحجة 1345 هـ/26 حزيران 1926م، ودفن في جامع الفضل في بغداد.